# Suji-gu
Suji-gu est un arrondissement (gu) de la ville Yongin-si de la province Gyeonggi-do en Corée du Sud.